# Cio D’Or
Cio D’Or, eigentlich Cio Dorbandt (* 1958) ist eine deutsche DJ, Perkussionistin, Musikproduzentin und Sounddesignerin in der elektronischen Musikszene. Stilistisch bewegt sie sich zwischen hypnotischem Minimal Techno, Dub-Techno und cinematoskopischem Ambient unter dem Einsatz von prozessierten Fieldrecordings, orchestralen Kompositionen und selbst entwickelten Sounds.

## Leben
Von 1982 bis 1985 studierte Cio D´Or Modern Dance (Graham-Technik), Ballett und Choreographie an der Etage in Berlin und tanzte unter anderem für André Hellers Sturz durch Träume sowie für John Frankenheimers Film Der 4 1/2 Billionen Dollar Vertrag (engl.The Holcroft Covenant).
Cio D’Or startete 2001 als Resident-DJ in dem ehemaligen Münchner Club Ultraschall, spielte in Richard Bartz’ Kurbeltour und wurde in der Datenbank female:pressure von Electric Indigo gelistet. In den Jahren 2002 und 2003 reiste sie nach Sinai/Ägypten und arbeitete mit Minidiscs und einem Akai MPC 2000 erste musikalische Ideen aus. Sie erlernte das Produzieren von Musik autodidaktisch. Musikalische Vorbilder waren anfänglich Brian Eno und David Byrne für ihre Modern-Dance-Choreographien.
Im Jahr 2003 und 2004 veranstaltete Cio D’Or die zweimonatige Partyreihe Nachtwind in den Münchner Clubs Woandersclub und Harry Klein. Sie produzierte in dieser Zeit ihren ersten Track und ihre erste EP Hokus Pokus. Daraufhin bestritt sie international Auftritte.
Zwischen 2004 und 2015 veröffentlichte Cio D’Or eine Reihe EPs auf den Labels Kurbel, Treibstoff, Karmarouge, Motoguzzi, Broque, Time To Express, Prologue, Semantica und Telrae,  kollaborierte mit elektronischen Musikern wie Donato Dozzy, Gabriel Ananda und Paul Brtschitsch und arbeitet ihren ersten Remix aus. Im Herbst 2009 erschien ihr erstes Album Die Faser, das von Remixen von Donato Dozzy, Sleeparchive, Milton Bradley u. a. flankiert wurde.
Im Jahr 2010 zählte Resident Advisor Cio D’Or zu den Top-100-DJs und platzierte sie dabei auf Platz 64. Ende 2011 stellte sie vorerst ihre Auftritte ein.
Im Jahr 2011 erschienen die beiden Magnetfluss-EPs. Die De:bug charakterisierte Cio D’Ors Musik dieser Zeit als „Clicks ohne Cuts, zeitgemäßer Techno ohne Endzeitdepression, Flächen ohne Schmalz, Hall ohne Glitter“.
Im Jahr 2012 wendete sich Cio D’Or mit ihrer EP Ur/Uhr, erschienen auf dem Label Telrae, stilistisch in Richtung Ambient und Dub-Techno. 2013 fing sie wieder an, Auftritte zu bestreiten, ein Jahr später stellte sie diese wieder ein. In dieser Zeit produzierte sie erstmals Theatermusik.
Auf dem Taschenopernfestival 2013 in Salzburg, unter der Regie von Thierry Bruehl, war von Cio D’Or das Werk Distanz für Ensemble und Zuspiel vertreten, das auf einem Foto vom Strand von Lampedusa basiert, das zwei mit Tüchern bedeckte verstorbene Geflüchtete und im Hintergrund sich sonnende Touristen zeigt. Das Werk erzählt eine fiktive Geschichte zum Foto. Synthetische und perkussive Klänge werden von Live-Instrumenten wie Klavier, Cello, Viola und Kontrabass begleitet.
Das Werk Distanz war Ausgangspunkt und Grundlage eines Remix-Workshops für den Landesmusikrat NRW, doziert von Maya Consuelo Sternel und Angelika Lepper, in dem Material von Cio D’Or von den Teilnehmerinnen geremixt wurde.
Im Jahr 2014 kollaborierte Cio D’Or mit Brigitta Muntendorf, dem Musiker Florian Zwißler, dem Ensemble Garage, der Choreografin Claudia Lichtblau und dem Tänzer Matthias Hartmann für das Projekt PULSA:RE, das eine Synthese aus elektronischer Musik, Neuer Musik und Tanz ist.
Im Jahr 2015 erschien ihre zehnte EP OFF AND ON auf dem Dub-Techno-Label Telrae und ihr zweites Album all in all auf Semantica Records, das in die drei Teile after and before, Floor X und yocta to yotta unterteilt ist.
Werner . Gabriel productions schufen ein Video zu Cio D’Ors Track „Off“.
Cio D’Or, in Hannover geboren, lebte von 1982 bis 1985 in Berlin, danach bis 2006 in München.  Sie lebt seit 2006 in Köln.

## Diskografie

### Alben
- 2009: Die Faser (CD, Mp3), auf Prologue (PRGDIGLP001)
- 2015: all in all, auf Semantica Records (Semantica 073)
- 2022: Polar Q, auf Kynant Records (Kynant 19)

### EPs
- 2004: Hokus Pokus (Vinyl, 12"), auf Treibstoff (Treibstoff 48)
- 2006: Lichtblick (Vinyl, 12"), auf Karmarouge (KR 17)
- 2007: Kimono (Vinyl, 12"), auf Motoguzzi Records (Mz006)
- 2009: Die Faser Part One (Vinyl, 12"), auf Prologue (PRG007)
- 2009: Die Faser Part Two (Vinyl, 12"), auf Prologue (PRG008)
- 2010: Die Faser Part Three (Vinyl, 12"), auf Prologue (PRG010)
- 2011: Magnetfluss (Vinyl, 12"), auf Prologue (PRG022)
- 2011: Magnetfluss - The Remixes, auf Prologue (PRG023)
- 2012: Ur/Uhr (Vinyl, 10"), auf Telrae (TELRAE 011)
- 2015: BLNDR - Untitled 1 (Cio D’Or Trilogy Remix), auf Hypnus Records
- 2015: OFF AND ON (Vinyl, 10"), auf Telrae (TELRAE 026)

### Kollaborationen
- 2006: Gabriel Ananda & Cio D’or: Lauschgoldengel (Vinyl, 12"), auf Treibstoff (Treibstoff 62)
- 2008: Styro2000, Cio D’Or & Wandler: The Mixes (Vinyl, 12"), auf Motoguzzi Records (Mz007)
- 2008: Paul Brtschitsch & Cio D’or: Aroma (Vinyl, 12", White-Label-Promo-EP)
- 2009: Donato Dozzy & Cio D’or: Menta (Vinyl, 12"), auf Time To Express(t2x07)
- 2012: mit Brigitta Muntendorf: PULSA:RE (DJ-Set in Kombination mit einem Ensemble für Neue Musik)

### DJ-Mixes (Auswahl)
- 2008: Process Series Part 069 (Polarlicht 22), auf Modyfier-Modifying (Process Part 069)
- 2010: RA.219, auf Resident Advisor (RA.219)
- 2011: mit Donato Dozzy: J, auf mnml ssgs

### Video
- 2015: Off von Werner . Gabriel productions[10]
- 2015: XXII. von the29nov[11]

## Besondere Aufführungen
- 2009: Set auf dem Fusion Festival[12][13]
- 2013: Distanz auf dem Taschenopernfestival in Salzburg
- 2014: PULSA:RE mit Brigitta Muntendorf und dem Ensemble Garage am 7. Dezember 2014 im Kammermusiksaal des Deutschlandfunks Köln